# Rocha piroclástica

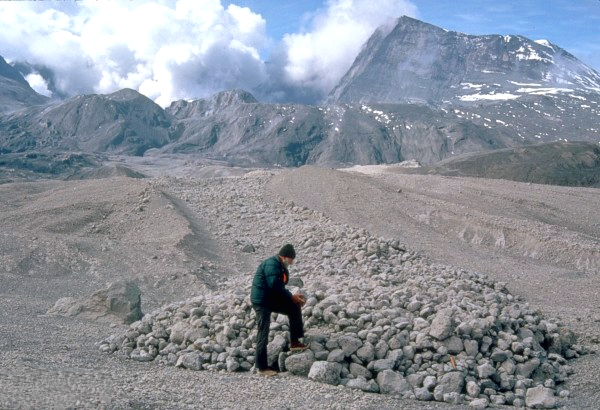
Cientista do Serviço Geológico dos Estados Unidos examina blocos de pedra-pomes na borda de um fluxo piroclástico do Monte Santa Helena

Rochas piroclásticas (derivado do em grego:  πῦρ, que significa "fogo"; e κλαστός, que significa "quebrado") são rochas clásticas compostas por fragmentos rochosos produzidos e ejetados por erupções vulcânicas explosivas. Os fragmentos de rocha individuais são conhecidos como piroclastos. As rochas piroclásticas são um tipo de depósito vulcanoclástico, que são depósitos feitos predominantemente de partículas vulcânicas. Depósitos piroclásticos 'freáticos' são uma variedade de rocha piroclástica que se forma a partir de explosões de vapor vulcânico e são inteiramente feitas de clastos acidentais. Os depósitos piroclásticos 'freatomagmáticos' são formados a partir da interação explosiva do magma com as águas subterrâneas.
Acumulações não consolidadas de piroclastos são descritas como tephra, que pode tornar-se litificado em uma rocha piroclástica por cimentação ou reações químicas como resultado da passagem de gases quentes (alteração fumarólica) ou águas subterrâneas (por exemplo, alteração hidrotermal e diagênese) e soterramento, ou ainda se for colocada em temperaturas tão altas que os piroclastos vítreos macios se unem em pontos de contato e se deformam, processo que é conhecido como soldagem.